# Szkoła-Internat
Szkoła-Internat (ukr. Школа-Інтернат) – przystanek kolejowy w miejscowości Wielkie Berezne, w rejonie użhorodzkim, w obwodzie zakarpackim, na Ukrainie. Położony jest na linii Sambor – Czop.